# Рутхардт, Фридрих
Фридрих Рутхардт (нем. Friedrich Ruthardt; 9 декабря 1802, Херренберг — 23 мая 1862, Штутгарт) — немецкий гобоист и композитор. Отец Адольфа и Юлиуса Рутхардтов.
Сын чулочника, с 4-летнего возраста воспитывался в приюте для сирот и был выучен музыке на казённый счёт.
Солист Штутгартской придворной капеллы. Известен как первый исполнитель Концертино для гобоя с оркестром Вильгельма Бернхарда Молика (1829). Собственные сочинения Рутхардта включают, главным образом, гобойный репертуар, а также пьесы для цитры, на которой он также играл и для которой составил учебник «Основательное руководство по игре на цитре» (нем. Gründliche Anleitung die Zither zu spielen).